# Малави (езеро)
Малави (Няса) (на английски: Lake Malawi, Lake Nyasa, на португалски: Lago Malawi, Lago Niassa) е 3-то по големина езеро в Африка и 9-то в света, простиращо се на териториите на Малави, Танзания и Мозамбик. Разположено е в тектонска рифтова падина на 474 m н.в. Дължината му от север на юг е 560 km, ширината – до 75 km, а площта му възлиза на 29 604 km². Максималната му дълбочина е 706 m (в северната част, където дъното му лежи под морското равнище), обемът – 8400 km³, а дължината на бреговата линия – 1245 km. На север и североизток бреговете му са високи, стръмни и скалисти. Южната част на езерото лежи в широка падина, където бреговете му са обградени от тясна крайбрежна равнина. В него са разположени няколко малки острова – Линдо, Мбамба, Ликома, Чизумулу, Мбенджи, Намалендже, Малери, Домее и др. Площта на водосборният му басейн е 126 500 km², като в него се вливат множество, но предимно малки и къси реки – Рухуху (най-голяма), Бвандже, Ливулези, Лилонгве, Буа, Южна Рукуру, Северна Рукуру, Луфиля и др. Средния многогодишен приток на вода в езерото (речен приток плюс валежи) е около 72 km³, а изпарението – около 66 km³. От южния му край (залива Мазинзи) изтича река Шари, ляв приток на Замбези. Сезонните колебания на нивото му достигат до 1 m. Освен сезонните се наблюдават и многогодишни колебания на нивото му, свързани с колебанията на валежите и процесите на образуване и разрушаване на бара (прага) при изтичането на река Шире. Езерото Малави се обитава от около 230 вида риби, крокодили, хипопотами и многочислени видове водоплаващи птици. Характерно явление за него са щормовите ветрове и силния прибой по стъмните му брегове, които затрудняват корабоплаването (пасажерските превози се осъществяват само през деня). Главни селища и пристанища са: Чипока, Нкота-Кота, Каронга, Бандаве, Монки Бей (в Малави), Мвая, Мбамба Бей (в Танзания), Кобве, Метангула (в Мозамбик). Езерото Малави е открито през 1616 г. от португалския пътешественик Гашпар Букару, но дълго време неговото местоположение се отразява неточно на географските карти. На 16 септември 1860 г. видния английски изследовател на Африка Дейвид Ливингстън го открива вторично и извършва неговото първо изследвана и картиране.